# ウィリアム・H・ウェブスター
ウィリアム・ヘッジコック・ウェブスター（William Hedgcock Webster, 1924年3月6日 - 2025年8月8日）は、アメリカ合衆国の法曹・官僚であり、連邦捜査局（FBI）長官（1978年2月23日–1987年5月25日）およびアメリカ合衆国中央情報長官（1987年5月26日–1991年8月31日）を務めた人物である。両職を歴任した唯一のアメリカ人である。2005年8月10日から2020年8月18日まで国土安全保障諮問委員会（HSAC）議長を務め、退任後は名誉議長（Chair Emeritus）であった。1991年、大統領自由勲章および国家安全保障勲章を受章し、同年には情報功労勲章（Distinguished Intelligence Medal）も授与された。2025年8月8日にバージニア州ウォーレントンで死去した（享年101）。

## 生い立ちおよび経歴
ウェブスターはミズーリ州セントルイスで生まれ、ウェブスター・グローブスで初等教育を受けた。大学はマサチューセッツ州アマーストのアマースト大学に進学、ここではサイ・ウプシロンのメンバーであった。1947年に卒業し、1949年にセントルイス・ワシントン大学ロー・スクールで法務博士（専門職）の学位を取得した。
第二次世界大戦にはアメリカ海軍中尉として従軍し、戦後はセントルイスの法律事務所に勤めたが、間もなく公職に就く。1960年から61年までミズーリ州東部地区地方裁判所の地方検事を務め、その後1964年から1969年にかけてミズーリ州法審査委員会の委員を務めた。
1970年、ウェブスターは合衆国地方裁判所ミズーリ州東部地区判事に任命され、1973年には合衆国控訴裁判所第8巡回区判事昇格した。

## FBI及びCIA長官
5年後、ウェブスターはジミー・カーター大統領によって連邦捜査局長官（FBI長官）に任命された。1987年にはロナルド・レーガン大統領によって中央情報長官（CIA長官）に任命された。彼は1991年に引退するまで同職を務めた。その後は公職から離れ、ワシントンD.C.のミルバンク・トゥィード・ハドレー・アンド・マクロイ事務所で仲裁、調停、内部調査を専門にした。

## PCAOB

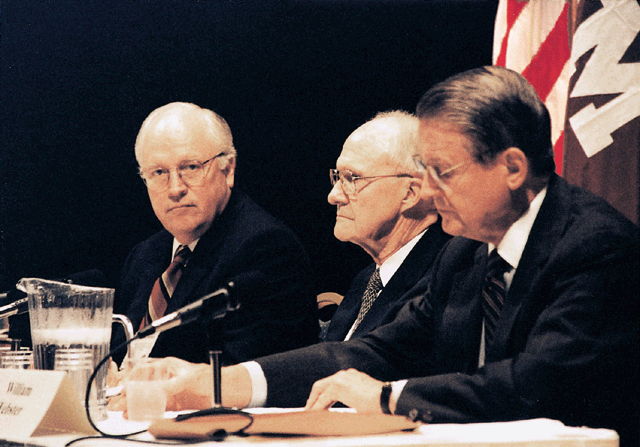
ウェブスター（右）、ディック・チェイニー（左）、ブレント・スコウクロフト（中央）

2002年には公開企業会計監視委員会（PCAOB）の初代議長を務めた。しかしながらウェブスターの同職への就任は議論となった。また、新聞報道でウェブスターが違法会計で監査を受けているハイテク企業のU.S.テクノロジーの監査委員会の委員であったことが明らかになり、これも議論となった。ウェブスターはPCAOBが設立されてから3週間足らずで辞任した。

## 私生活

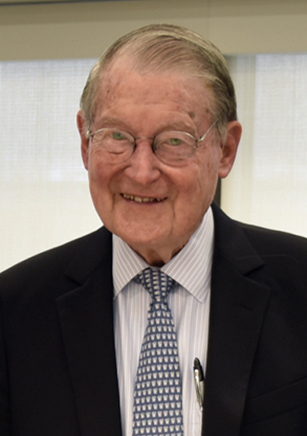
2016年6月

最初の妻ドゥルーシラ・レーンとは34年間の結婚生活を送った。夫妻の間にはドゥルーシラ、ウィリアム・H・ウェブスター・ジュニア、キャサリンの3人の子どもがいた。1984年に最初の妻と死別し、1990年にリンダ・クラグストンと再婚した。夫妻はワシントンD.C.に居住している。
2024年3月に100歳を迎えた。
2025年8月8日、バージニア州ウォーレントンのケアセンターで死去。101歳没。